# Сулейман-хан
Сулейман-хан (*д/н —1345) — хан Ільханів у 1339—1343 роках.

## Життєпис
Походив з династії Хулагуїдів. Праонук Йошмута, третього сина Хулагу. Про молоді роки нічого невідомо. У 1339 році очільник впливового роду Чрбанідів Хасан Кучек повалив ільхана Саті-бегу, поставивши Сулейман-хана, якого оженив на Саті-бега.
У 1340 році брав участь у битві при Джагату, в якій війська Чобанідів перемогли Джалаїрідів та їх ставленика Джахан Темура. У 1341 році сербедарі в Хорасані визнали Сулеймана як ільхана та уклали союз з Чобанідами проти іншого ільхана Тога-Темура, володаря Астрабаду, Хорасану, частини Мазендарана і Кермана.
У 1343 році після вбивства Хасан Кучека Чобаніда було вбито, в результаті чого почалася боротьба за владу. В ній Сулейман-хан не брав жодної влади. Але зрештою він звернувся до Джалаїріди, але вони відмовили у підтримці. Зрештою Сулейман-хан уклав союз з Саті-бегою та її сином сурганом, проте вони зазнали поразки від Малек Асрафа. Після цього Сулейман-хан втік до Діарбакиру, де помер 1345 року. Новим володарем оголошено Ануширван-хана.